# Ammophila induta
Ammophila induta är en biart som beskrevs av Kohl 1901. Ammophila induta ingår i släktet Ammophila och familjen grävsteklar. Inga underarter finns listade i Catalogue of Life.